# Waasa Red Ducks
Die Waasa Red Ducks waren ein 2009 gegründeter finnischer Eishockeyklub aus Vaasa. Die Mannschaft spielte in der Suomi-sarja und trug ihre Heimspiele in der Vaasa Areena aus.

## Geschichte
Die Waasa Red Ducks entstanden im Jahr 2009 durch die Auslagerung der Profimannschaft von KoMu HT in eine eigene Gesellschaft. Diese übernahm anschließend auch den Startplatz in der drittklassigen Suomi-sarja, in der die Waasa Red Ducks ab der Saison 2009/10 spielten.
2015 wurde die Lizenz an der Teilnahme zur Suomi-sarja nicht erneuert und der Spielbetrieb eingestellt.